# Новополтавка (Бердянський район)
Новополта́вка — село в Україні, у Чернігівській селищній громаді Бердянського району Запорізької області. Населення становить 1298 осіб (1 січня 2015). До 2016 орган місцевого самоврядування — Новополтавська сільська рада.
Село тимчасово окуповане російськими військами 24 лютого 2022 року.

## Географія
Село Новополтавка знаходиться біля витоків річки Каїнкулак, нижче за течією на відстані 3 км розташоване село Новоказанкувате. Поруч проходить залізниця, станція Синя Гора за 2 км.
На околиці села затверджено геологічну пам'ятку природи «Токмак-Могила (Синя гора)» площею 3 га.

## Історія
1862 — дата заснування переселенцями з Полтавської губернії.
7 (20) листопада 1917 року, відповідно до Третього Універсалу Української Центральної Ради, увійшло до складу Української Народної Республіки.
12 червня 2020 року, відповідно до Розпорядження Кабінету Міністрів України від  № 713-р «Про визначення адміністративних центрів та затвердження територій територіальних громад Запорізької області», увійшло до складу Чернігівської селищної громади.
19 липня 2020 року після ліквідації Чернігівського району село увійшло до Бердянського району.

## Населення

### Мова
| українська мова | російська | білоруська |
| --------------- | --------- | ---------- |
| 92.81 %         | 7.12 %    | 0.07 %     |

## Економіка
- Новополтавський гранітний кар'єр
- Виробнича дільниця управління «Запоріжвибухпром»
- Автоколона № 4 тресту «Запоріжжяводбуд»
- Новополтавський розплідник Пологівської лісомеліоративної станції
- ТОВ «Мир»

## Об'єкти соціальної сфери
- Школа
- Дитячий садочок
- Будинок культури
- Фельдшерсько-акушерський пункт